# Бектуров, Есен Абикенович
Есен Абикенович Бектуров (род. 1931, Ташкент) — советский и казахстанский учёный в области физикохимии полимеров, доктор химических наук (1972), профессор (1976), академик НАН РК (2003).

## Биография
Родился 14 декабря 1931 г. в Ташкенте. Сын химика Абикена Бектурова. Происходит из подрода каржас рода суйиндык племени аргын.
Окончил физико-химический факультет КазГУ (1954) и аспирантуру (1957).
С 1958 г. научный сотрудник, в 1966—1997 гг. заведующий лабораторией Института химических наук им. А. Б. Бектурова.
Профессор Института магистратуры и докторантуры КазНПУ им. Абая.
Основные научные направления: изучение свойств растворов и комплексообразование линейных полимеров и гидрогелей, катализ полимерами, наночастицы металлов.
Создал научную школу по физикохимии полимеров (10 докторов химических наук).
Автор более 800 публикаций, в том числе 34 монографий (5 зарубежных), получил 18 авторских свидетельств и патентов. Сочинения:
- Чудесный мир полимеров / Е. А. Бектуров, Т. К. Жумадилов. — Алма-Ата : Наука, 1985. — 95 с. : портр.; 16 см.
- Тройные полимерные системы в растворах [Текст] / Е. А. Бектуров; отв. ред. Б. А. Жубанов ; ИХН АН КазССР. — Алма-Ата : Наука, 1975. — 252 с. : ил.
- Молекулярные комплексы полимеров [Текст] / Е. А. Бектуров [и др.]; отв. ред. Б. А. Жубанов ; ИХН АН КазССР. — Алма-Ата : Наука, 1988. — 174 с. : рис., табл. — ISBN 5-628-00039-6 :
- Полимеры и сополимеры стиролсульфокислоты [Текст] : монография / Е. А. Бектуров, В. Ф. Куренков, В. А. Мягченков; отв. ред. Б. А. Жубанов ; ИХН АН КазССР. — Алма-Ата : Наука, 1989. — 191 с. — ISBN 5-628-00175-9
- Катализ полимерами [Текст] / Е. А. Бектуров, С. Кудайбергенов; отв. ред. Б. А. Жубанов ; ИХН АН КазССР. — Алма-Ата : Наука, 1988. — 184 с. : рис., табл.
- Полимерные комплексы и катализаторы [Текст] / Е. А. Бектуров, Л. А. Бимендина, С. Кудайбеггенов; отв. ред. Б. А. Жубанов ; ИХН АН КазССР. — Алма-Ата : Наука, 1982. — 192 с. : рис., табл.

Доктор химических наук (1972), профессор (1976), член-корреспондент АН Казахской ССР (1983), академик НАН РК (2003). Лауреат Государственной премии Казахской ССР (1987), Заслуженный деятель науки и техники РК (1993). Лауреат Государственной премии РК в области науки и техники имени аль-Фараби (2015).